# Katarina Vučković
Katarina Vučković (ur. 30 czerwca 1994 w Smederevie) – serbska koszykarka występująca na pozycjach silnej skrzydłowej lub środkowej, obecnie zawodniczka Arki VBW Gdynia.
4 września 2018 dołączyła do Widzewa Łódź.
13 sierpnia 2020 została zawodniczką CTL Zagłębia Sosnowiec. 29 grudnia 2022 dołączyła do Arki VBW Gdynia.

## Osiągnięcia
Stan na 16 listopada 2021, na podstawie, o ile nie zaznaczono inaczej.
NCAA
- Wicemistrzyni turnieju Women's National Invitation Tournament (WNIT – 2017)
- Uczestniczka rozgrywek:
  - II rundy turnieju WNIT (2015–2017)
  - turnieju NCAA (2014)

Drużynowe
- Zdobywczyni pucharu Niemiec (2018)
- Uczestniczka rozgrywek Eurocup (2017/2017)

Indywidualne
(* – nagrody i wyróżnienia przyznane przez portal eurobasket.com
- Zaliczona do składu honorable mention ligi serbskiej (2013)*

Reprezentacja
- Brązowa medalistka mistrzostw Europy U–18 (2012)
- Uczestniczka mistrzostw:
  - świata U–19 (2013 – 11. miejsce)
  - Europy:
    - U–20 (2014 – 4. miejsce)
    - U–18 (2011 – 8. miejsce, 2012)
    - U–16 (2010 – 4. miejsce)